# Экеке, Эжен
Эжен Экеке (фр. Eugène Ekéké; 30 мая 1960, Бонабери, Камерун) — камерунский футболист, нападающий. 

## Карьера
Большую часть карьеры игрока провёл во Франции, в парижском «Расинге» с 1982 по 1986 год. Играя за этот клуб, принял участие в составе футбольной сборной Камеруна в 1984 году на Олимпийских соревнованиях. Именно игроки олимпийской сборной составят основу команды, достигшей исторического результата на Чемпионате мира 1990 года. Сезон 1986/87 года провёл в бельгийском «Беверене», а затем вернулся во французский «Кемпер» на пару сезонов. В 1989 году перешёл в «Валансьен», клуб, который он представлял в составе сборной на чемпионате мира.
В настоящее время Эжен живёт в Дуале, время от времени комментируя игру сборной в местных СМИ.